# Dafydd Iwan
Dafydd Iwan est un auteur-compositeur-interprète et homme politique gallois né le 24 août 1943 à Brynamman (en), dans le Carmarthenshire.
C'est un chanteur engagé en faveur de la cause du nationalisme gallois. Il chante en gallois. Il est président du parti indépendantiste Plaid Cymru de 2003 à 2010.

## Biographie
Né à Brynamman (en), dans le Carmarthenshire, Dafydd Iwan est le fils du pasteur non-conformiste Gerallt Jones (1907-1984) et le petit-fils de Fred Jones, l'un des fondateurs du parti indépendantiste gallois Plaid Cymru en 1925. Il est le frère cadet de l'acteur Huw Ceredig (1942-2011) et le frère aîné de l'homme politique Alun Ffred Jones (en). Sa famille déménage à Bala alors qu'il a douze ans. Dans les années 1960, il étudie l'architecture à l'université du pays de Galles à Cardiff. Il obtient son diplôme en 1968.
Dafydd Iwan commence sa carrière musicale avec des adaptations en gallois de morceaux de chanteurs engagés américains comme Woody Guthrie, Pete Seeger, Joan Baez ou Bob Dylan. L'une de ses premières chansons, Mae'n wlad i mi, est ainsi une version galloise de This Land Is Your Land de Guthrie. Il se fait connaître grâce à ses fréquents passages dans l'émission de télévision Y Dydd. Ses premiers disques sont publiés par le label Welsh Teldisc, jusqu'à ce qu'il fonde en 1969 une nouvelle maison de disques, Sain, avec le chanteur Huw Jones (cy) et l'homme d'affaires Brian Morgan Edwards (en). Sain est conçue comme une entreprise entièrement galloise, capable de rivaliser en termes de qualité d'enregistrement avec les studios anglais.
En 1968, Dafydd Iwan est élu président de la Société de la langue galloise, position qu'il occupe jusqu'en 1971. Lorsque la Société s'oppose à l'investiture (en) du prince Charles comme prince de Galles, en 1969, il compose une chanson satirique, Carlo, qui lui attire les foudres du grand public. Son militantisme en faveur du nationalisme gallois l'amène également à s'en prendre aux panneaux de signalisation, qui sont uniquement en anglais à l'époque.
Dafydd Iwan fonde en 1971 Cymdeithas Tai Gwynedd, une housing association destinée à faciliter l'accession à la propriété des habitants du nord-ouest du pays de Galles, dans un contexte de hausse des prix de l'immobilier. Dans le domaine politique, il est successivement président administratif (chair) de 1982 à 1984, puis vice-président de 1984 à 2003 et président du Plaid Cymru de 2003 à 2010. Il se présente à plusieurs reprises aux élections générales et européennes dans les années 1970 et 1980 et siège au conseil régional du Gwynedd jusqu'en 2008, tout en continuant à sortir régulièrement de nouveaux albums. Sa chanson patriotique Yma o Hyd (en), enregistrée avec le groupe folklorique Ar Log (en) en 1983, devient l'hymne officieux des nationalistes gallois.

## Discographie

### Albums
- 1972 : Yma Mae 'Nghân
- 1973 : Fuoch Chi Rioed Yn Morio (avec Edward M. Jones)
- 1976 : Mae'r Darnau yn Disgyn i'w Lle
- 1977 : Carlo a Chaneuon Eraill (avec Edward M. Jones)
- 1977 : I'r Gad!
- 1979 : Bod yn Rhydd
- 1981 : Ar Dan (en concert)
- 1982 : Rhwng Hwyl a Thaith (avec Ar Log (en))
- 1983 : Yma o Hyd (avec Ar Log)
- 1986 : Gwinllan a Roddwyd
- 1991 : Dal I Gredu
- 1993 : Caneuon Gwerin
- 1995 : Cân Celt
- 2001 : Yn Fyw Cyfrol 1 (en concert)
- 2002 : Yn Fyw Cyfrol 2 (en concert)
- 2007 : Man Gwyn
- 2009 : Dos I Ganu
- 2015 : Emynau
- 2018 : O'r Galon

### EP
- 1966 : Wrth Feddwl Am Fy Nghymru (avec Edward M. Jones)
- 1966 : Mae'n Wlad I Mi (avec Edward M. Jones)
- 1966 : Rwy'n Gweld Y Dydd
- 1966 : Perlau Pontshan (avec Eirwyn Pontshân (cy))
- 1967 : Clyw Fy Nghri! (avec Edward M. Jones)
- 1967 : Ar Gan!
- 1967 : Daw, Fe Ddaw Yr Awr
- 1968 : A Chofiwn Ei Eni Ef (avec Edward M. Jones)
- 1968 : Dafydd Iwan
- 1969 : Myn Duw, Mi A Wn Y Daw!

## Résultats électoraux
| Élection                            | Circonscription | Parti | Parti       | Voix   | %    | Résultat |
| ----------------------------------- | --------------- | ----- | ----------- | ------ | ---- | -------- |
| Élections générales de février 1974 | Anglesey        |       | Plaid Cymru | 7 610  | 21,7 | battu    |
| Élections générales d'octobre 1974  | Anglesey        |       | Plaid Cymru | 6 410  | 19,1 | battu    |
| Élections générales de 1983         | Conwy (en)      |       | Plaid Cymru | 4 105  | 10,4 | battu    |
| Élections européennes de 1984       | North Wales     |       | Plaid Cymru | 38 117 | 17,4 | battu    |